# Гликерия (певица)
Гликери́я Коцу́ла (греч. Γλυκερία Κοτσούλα, 16 ноября 1953, Агио-Пневма, Сере, Центральная Македония) — современная греческая певица. Поёт в основном в жанрах лаика (традиционная музыка), рембетика, фолк-музыка. Кроме Греции и Кипра, получила также известность во Франции, Испании, Англии, Турции и, в особенности, в Израиле.

## Детство
Гликерия Коцула родилась 16 ноября 1953 года в Центральной Македонии, в серрском селе Агио Пневма. Село принадлежит географической области Дарнакохо́рья, чьи сёла и в османский период населялись исключительно коренными греками македонянами.
Начальную школу окончила в родном селе.
Любовь к греческой народной песне была привита ей семьёй с детства – отец и дядя играли на бузуки.
В музыкальном аспекте подверглась влиянию не только местных народных песен Македонии, но и беженцев Малоазийской катастрофы поселившихся в селе после 1922 года. К тому же, по отцовской линии, род Гликерии происходил из ионийского Галикарнаса.

## Начало музыкальной карьеры
Начало карьеры Гликерии ведёт отсчёт с 1974 года, когда она выступила на телевизионном конкурсе «Να η Ευκαιρία» (переводится примерно как «Вот она возможность/оказия»). В том же 1974 году она уже пела в таверне «Лито» в афинском квартале Плака, а затем выступала с известными певцами в «буат» (boites-маленькие концертные сцены), исполняя песни Маноса Хадзидакиса, Микиса Теодоракиса, Маноса Лоизоса и других известных композиторов.
В 1978 году, Гликерия, совместно с Йоргосом Геролиматосом, другим начинающим певцом, начала свою дискографическую карьеру с Lyra Music, выпустив свой первый диск "Забудь о сумасшедших мечтах". Этот диск вызвал большой эффект в греческой дискографии, продемонстрировав уникальный голос Гликерии.

## Период 1980-1985 годов
В 1980 году Гликерия выпустила свой первый сольный альбом, "Та Смирнеика" (Смирненские), с традиционными песнями из (греческой) Смирны. В последующие годы Гликерия выступала в известных клубах, сотрудничая с известными греческими певцами, такими как Йоргос Даларас.
В том же году она выпустила альбом "Гляди мне в глаза”, с песнями композитора Стелиоса Фотиадиса (её мужа c 1978 года ), что также положило начало их успешному музыкальному сотрудничеству.
В 1982 году она была избрана представлять Грецию на фестивале Europalia в Брюсселе, вместе с Сотирией Беллу, Йоргосом Даларасом и Маргаритой Зорбала.
В следующем году Гликерия выпустила свой первый диск с официальным “живым” концертом "Красивая ночь" и после огромного успеха диска, она выпустила альбом "Гликерия в Красивой ночи", который побил все рекорды (музыкальных) продаж до этого момента.
В апреле 1985 года, Гликерия выпустила альбом с двумя дисками "Сентиментальная песня" с некоторыми хитами Гликерии, такими как "Волшебницы", "Пентохилиара" (банкноты достоинством в пять тысяч), "Кольца" и "Солдатик", выведя молодую исполнительницу на первое место продаж альбомов (в Греции), среди греческих и зарубежных исполнителей.
В 1997 году она пела в “Весенней симфонии” (поэма Янниса Рицоса, музыка Янниса Маркопулоса) на премьере этого произведения, на церемонии открытия Чемпионата мира по лёгкой атлетике, состоявшегося впервые на (новом) Олимпийском стадионе Афин. Церемония открытия передавалась в 120 странах мира.

## Интернациональная карьера
Гликерия пела на концертах в Греции на Кипре и за рубежом (Европа, США, Канада, Австралия, Новая Зеландия, Израиль и Турция).
Она выпустила свой первый альбом во Франции: Golden hits – The voice of Greece.
В 1998 году вышел её второй альбом во Франции.
Она также приняла участие в двух альбомах для американского лейбла Putumayo и сборниках выпущенных в Европе.
В 2001 году она приняла участие в альбоме Alif турецкого музыкантa и композитора Omar Faruk Tekbilek.
Гликерия выступала совместно в концертах и сотрудничала в дискографии с: Апостолосом Калдарасом, С. Фотиадисом, Наташей Атлас, с Ömer Faruk Tekbilek, Лукианосом Килайдонисом, Мери Линдой, Пантелисом Талассиносом, Сотирией Беллу, Йоргосом Даларасом, Маринеллой, Офрой Хаза, с Ricky Gal, Хавой Альберштейн, Amal Murkus, Бабисом Цертосом, Пасхалисом Терзисом, Илиасом Асланоглу, Антонисом Вардисом, Хадад, Сарит, с певицей Fortuna бразильско-сефардского происхождения, с Никосом Папазоглу и др.

### В Израиле

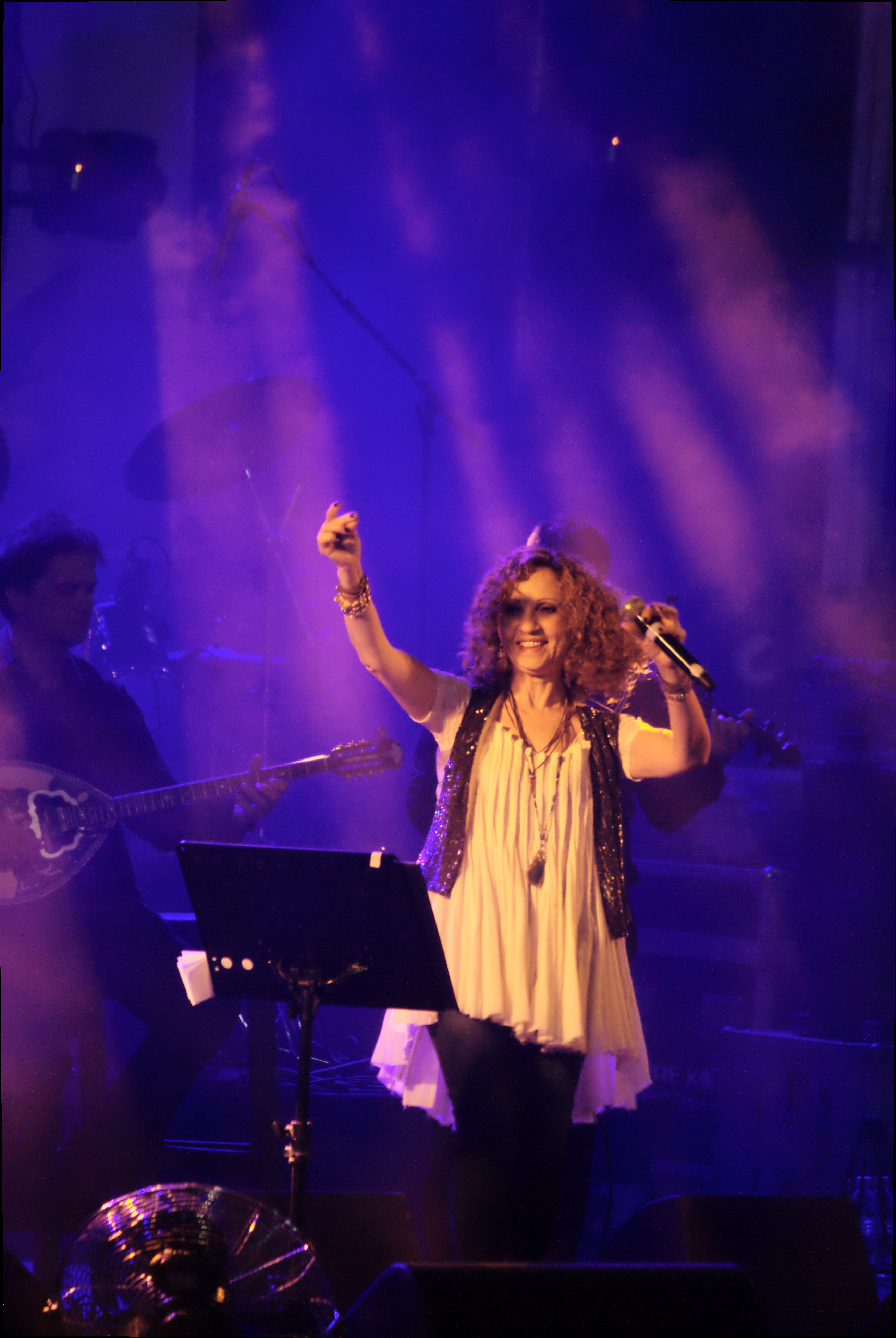
During a concert held in Ришон-ле-Цион, сентябрь 2013.

Летом 1993 года Гликерия впервые выступила в Израиле. Она закончила свои успешные выступления своей очаровательной версией израильской народной песни "Shabechi Yerushaly'im" ("Слава господу, Иерусалим!") на иврите.
Благодаря успешным выступлениям Гликерии в Израиле, она была объявлена здесь наиболее популярной иностранной певицей; мэр Иерусалима вручил ей золотой ключ города (1994). Одновременно три её альбома были выпущены в Израиле, и все стали золотыми в короткий промежуток времени: Glykeria golden-hits, Far away, Glykeria – 14 classics.
В 1999 году Гликерия дала два концерта в Тель-Авиве с Израильский филармонический оркестр. Несколькими месяцами позже был выпущен альбом с этим концертом и, сразу после этого, Sony Classical распространил в мире диск Glykeria and the Israel Philharmonic Orchestra
Гликерия стала самой любимой греческой певицей в Израиле и частью израильской культурной сцены в 1990х годах. Её особый стиль, полный глубины, меланхолии и бесконечных эмоций покорили сердца израильтян, и её песни, на иврите (с почти идеальным произношением) и греческом стали классикой. Она стала "своим" именем в Израиле, "почётным гражданином", платиновой и золотой певицей, певицей фавориткой израильских лидеров и знаменитостей. Кульминацией её глубоких отношений с Израилем стал 1998 год, когда она стала единственным иностранным артистом, приглашённым на траурные мероприятия по истечении трёх лет со дня убийства Ицхака Рабина . Она пела со слезами на глазах, перед 200,000 человек на площади Ицхака Рабина в Тель-Авиве.
Летом 1999 года она была приглашена выступить с Израильским филармоническим оркестром.
В 2002 году в Израиле вышел её альбом “Open Heart”.
В 2006 году, во время израильско-ливанского конфликта, Гликерия с сыном прибыли в Израиль и встретились с премьер-министром Ольмерт, Эхуд и, отвечая взаимностью на любовь израильской публики, пела для солдат израильской армии в пограничных частях.
Весной 2008 года вышел её седьмой альбом, под заголовком «MATANA» (Подарок) – один cd альбома включал в себя песни исключительно на иврите, другой записи в Греции и Израиле, включая несколько впервые записанных песен.
В марте 2010 года в Израиле вышел двойной cd под заголовком «The Greek Selection», в который были включены несколько хитов Гликерии.

## С Теодоракисом
В 2002 году Гликерия дала концерты с “Оркестром Микис Теодоракис” и оркестром “Estudiantina”.
Гликерия сотрудничала со всемирно известным композитором Микисом Теодоракисом, в альбоме двух дисков в песнях написанных композитором в 2008 году.
В конце февраля-начале марта 2008 года Гликерия дала концерты с “Оркестром Микис Теодоракис” в афинском театре Паллас, по случаю выпуска нового диска с "народными" песнями, который Гликерия готовила с композитором.
В сентябре 2008 года дискографическая фирма Legend выпустила двойной cd «Мои основы в горах», в котором Гликерия исполняет 37 народных песен Теодоракиса. Альбом был тепло принят как критикой, так и публикой, и в короткий срок стал золотым.

## После 2003 года
Летом 2003 года, с большим успехом, Гликерия совершила большое турне по США и Канаде.
В мае 2004 года она впервые выступила в Турции, в «IS BANK Concert Hall».
В марте 2005 года, по приглашению Вселенского патриарха, Гликерия дала единственный концерт в Воскресение православия.
Патриарх Варфоломей принял Гликерию тепло, именуя её  «Прекрасно поющим соловьём» (греческого) рода («Καλλικέλαδον αηδόνα του γένους»).
Почти сразу затем, вместе с Домной Самиу, Гликерия выступила во дворцах музыки в Афинах и в Салониках, исполняя византийские гимны в постановке «От страсти к Воскресению» («Από το πάθος στην Ανάσταση»).
В 2007 году в Турции вышел второй диск Гликерии - «BEST OF GLYKERIA».
В мае 2010 года Гликерия в третий раз выступила с концертами в Турции, на этот раз в Церкви Святой Ирины и в Топкапы.
На последнем представлении присутствовал известный турецкий композитор Зюльфю Ливанели, с которым Гликерия исполнила песню Ливанели Leylim ley.
Весной 2009 года, вместе с Костасом Карафотисом, Гликерия совершила турне в США и Австралии.
13 марта-2011 года, в очередной, Гликерия была приглашена патриархом Варфоломеем участвовать в празднестве Воскресения Православия дала концерт в Selenium Plaza. Исполняя традиционные греческие песни и произведения композиторов фанариотов. Певицу сопровождала известная греческая музыкальная группа «В аккорде» («Εν χορδαίς»), под руководством К. Калайдзидиса и Оркестр современной музыки греческого радио и телевидения (ΕΡΤ), под руководством дирижёра Андреаса Пилариноса
В марте 2010 года, музыкальные критики греческого телевизионного канала Alpha TV, признали Гликерию третьей наиболее успешной греческой певицей с 1960 года.
В мае 2011 года Гликерия дала концерт в селе «Никос Белояннис» в Венгрии, основанном греческими политическими эмигрантами после Гражданской войны в Греции и в июне того же года вновь гастролировала в Канаде и США.
Летом 2012 году, в ознаменование 90 лет разрушения Смирны кемалистами, Гликерия гастролировала по всей Греции с программой именуемой «Смирненское миноре», исполняя песни малоазийских греков.
В ноябре 2013 года, вместе с Михалисом Дзуганакисом, Гликерия успешно гастролировала в Австралии.
В ноябре 2015 года, вместе с Даларасом и Витали, Гликерия гастролировала в США в течение месяца.
Она вновь совершила гастроли в США в ноябре 2016 года.
В феврале того же года она вновь представила «Смирненское миноре» в Муниципальном театре Пирея. Представления было записано для государственного телевидения и дискографии.
В том же году, вместе с Герасимосом Андреатосом, Гликерия дала три концерта в Сиднее и Мельбурне.
В марте 2017 года, альбом Гликерии «Я следовала за звездой» был выпущен в Турции фирмой Sony Music Turkey под названием  «I Followed A Star».
На церемонии вручения греко-американского Gabby Awards в нью-йоркском Carnegie Hall , 17 июня 2017 года, Гликерия была награждена за её вклад в греческую песню.
Летом 2019 года, вместе с Мелиной Асланиду, Гликерия дала 25 концертов в Греции и на Кипре.

## Дискография
- 1977 | Многие лета (Χρόνια Πολλά) | Columbia 70852 LP | Рождественские песни в исполнении Йоргоса Варсоса, Илиаса Клонаридиса, Василики Лавина, Никоса Номикоса, Афрулы Иконома, Маленького хора Афин и Гликерии, которая начала свою дискографическую карьеру как Гликерия Ливану, сохранив эту фамилию в её трёх первых дисках с фирмой Columbia.
- 1978 | This is the Best of Theodorakis | Columbia 70877 LP | Повторное исполнение песен Μикиса Теодоракиса певцами Йоргосом Варсосом, Илиасом Клонаридисом и Гликерией.
- 1978 | A Taste of Greece | Columbia 70878 LP || Поют Йоргос Варсос и Гликерия.
- 1978 || Не мечтай | Lyra 3312 LP | Апостоласа Калдараса с Гликерией и Йоргосом Геролиматосом.
- 1980 | Гляди мне в глаза | Lyra 3325 LP | Первый персональный диск Гликерии, музыка Стелиоса Фотиадиса.
- 1981 | Правительства падают, но Любовь остаётся | Lyra 3333 LP-CD || Музыка Христоса Николопулоса, стихи Манолиса Расулиса в исполнении Димитриса Кондоянниса. Участвуют Йоргос Даларас и Гликерия.
- 1981 || Смирненские” | Lyra 3753 LP-CD | Второй персональный диск Гликерии, со старыми традиционными песнями Смирны.
- 1983 | Была бы жизнь песней | Lyra 3363 LP | Музыка Линоса Ко́котоса, исполнители Попи Астериади и Костас Леонтидис, участие Гликерии.
- 1983 | Первый вечер в Афинах | Lyra 3366 LP | Музыка Никоса Ксидакиса,  стихи автора и Михалиса Ганаса Манолиса Расулиса, исполнение автора (4 песни), Гликерии (7) и Манолиса Лидакиса.
- 1983 | С Гликерией в Красивой ночи | Lyra 3367 LP-CD |Живая запись из музыкального центра “Красивая ночь” с песнями жанра “рембетика”.
- 1983 | Из Смирны в Пирей | Lyra 3760 LP-CD |Диск со старыми смирненскими песнями и песнями жанра “рембетика”.
- 1984 | В Красивой ночи и в этом году | Lyra 3392 LP |Живая запись.
- 1985 | Мои первые песни | Columbia 170065 LP |Записи с фирмой ΕΜΙΑΛ 1977-1978 годов собранные в один диск.
- 1985 | Сентиментальная песня | Lyra 3400/1 LP |
- 1985 | Волшебные ночи на Ликавиттосе | Lyra 3419 LP-CD | Запись концерта на холме Лиавиттос с участием Михалиса Димитриадиса, Илиаса Макриса и Никоса Папазоглу.
- 1985 | Караван | Φαληρέα ΑΦ 50 LP | Диск группы “Ребята из Патр”, с участием Нади Караянни и Гликерии.
- 1986 | Любовь, когда она вновь начинается | Lyra 3437 LP | Музыка Теодороса Дервениотиса, стихи Никифора Караянниса, певец Михалис Димитриадис, с участием Гликерии.
- 1986 | Глаза мои (Μάτια Μου) | Lyra 3453 LP |
- 1986 | Песни для молодых Земли-Весенняя симфония |
- 1986 |  Когда Кудас когда Будас | CBS 450291 LP-CD | Стихи Манолиса Расулиса, музыка Петроса Ваяпулоса. Поют, кроме авторов диска, Гликерия, Никос Папазоглу, Леонидас Велис и Христина Марангози.
- 1987 | Прискорбные инциденты | Lyra 3466 LP || Музыка Тасоса Иоаннидиса, стихи Димитриса Кесисоглу. Поют автор музыки, Гликерия и Исидора Сидери.
- 1987 | Тебя или ничего Lyra |
- 1987 | С полнолунием | Lyra 3481 LP | С участием Михалиса Димитриадиса.
- 1987 | Христос Николопулос: Живая запись | Minos 687 LP-CD |Запись концерта с песнями Христоса Николопулоса. Исполнители: Харис Алексиу, Леонидас Велис, Элени Витали, Гликерия, Стратос Дионисиу, Йоргос Даларас.
- 1987 | Успехи | Lyra 0005 CD |Сборник 22 известных песен в исполнении Гликерии.
- 1988 | Давай, уходим | WEA 243839 LP-CD | Диск группы “Зиг Заг” с участием Гликерии в одной песне.
- 1988 | Новая луна | Lyra 3495 LP | Диск Петроса Дурдумбакиса (музыка, стихи, исполнение) с участием Гликерии в 3 песнях.
- 1988 | Помню | Lyra 3499 LP || Все песни на стихи Йоргоса Папастефану. С участием Гликерии.
- 1989 | Стеклянные дома | WEA 244988 LP | Диск Панайотиса Цироса (музыка, стихи, исполнение) с участием Гликерии в 2 песнях.
- 1989 | В объятиях луны | WEA 246090 LP | Музыка Танасиса Поликандриотиса, исполнитель Илиас Макрис, с участием Гликерии.
- 1989 | Прогулка в Грецию | Lyra 4509/10 LP-CD | Двойной диск Гликерии с песнями с греческих островов и демотическими песнями.
- 1990 | Все мои секреты | WEA 171354 LP-CD | Музыка Стелиоса Фотиадиса, стихи Паноса Фалараса.
- 1990 | Рождество с Яннисом Воядзисом | WEA 172917 LP |Двенадцать рождественских песен в исполнении Янниса Воядзиса. Гликерия поёт с ним песню Ушёл старый год.
- 1990 | Алтана Парги  | WEA 173249 LP-CD | Музыка и песни Михалиса Терзиса из одноимённого телесериала. 3 песни исполняет Гликерия, 2 Костас Смоковитис.
- 1990 | Большие успехи | Lyra 4574 LP-CD | 14 хитов Гликерии.
- 1990 | Вызовы приглашения | Philips 848490 LP-CD || Музыка Алексиса Пападимитриу на стихи Евы Друца. Поют: Алексия, София Во́ссу, Гликерия, Антонис Калояннис, Алека Канеллиду, Димитрис Кондолазос, Петрос Колетис, Константина, Маринелла, Яннис Пуло́пулос.
- 1990 | Все девочки на сцену | Minos 850/1 LP-CD | Живая звуковая запись в исполнении Элени Витали, Гликерии, Танасиса Комниноса, Йо́ргоса Ко́роса, Янниса Константину, Хариса Косто́пулоса, Ёты Манеси, Аннулы Цахалу, Макиса Христодуло́пулоса.
- 1990 | Greco Mascara | Minos 896 LP-CD | Диск Янниса Милёкоса (музыка, стихи, исполнение) с участием Гликерии в песне Где-нибудь мы встретимся.
- 1990 | Все мои секреты | WEA | Исполнительница: Гликерия. Композитор: Стелиос Фотиадис. Стихи: Христос Промирас, Димитрис Цакалиас, Панос Фаларас, Манос Элефтериу, Ифигения Яннопулу, Кирьякос Думас. Диск был повторно издан фирмой Sony Music с добавлением 5 песен в качестве bonus tracks.
- 1991 | Рассвело | WEA 175086 LP-CD | Диск Гликерии с музыкой Христоса Николо́пулоса на стихи Лефтериса Пападопулоса. В одной песне участвует Димитрис Митропанос.
- 1991  Пошли на прогулку || Lyra 4609 LP-CD || 12 песен о Салониках в исполнении Гликерии, Мелины Кана, Костаса Македонаса, Марьё, Манолиса Мицяса и Йоргоса Хадзинасиоса.
- 1992 | Гликерия на Ликавиттосе || WEA 177245 LP-CD | Живая запись концерта.
- 1992 | Последний поцелуй | WEA 990335 LP-CD | Стихи Алекоса Саккелариоса, музыка Янниса Зуганелиса, в семи песнях поёт Яннис Воядзис, в двух Гликерия, в ? Теодорис Пападопулос и в одной сам композитор.
- 1992 | Страна чудес | WEA 990977 LP-CD || Диск с песнями композитора Стелиоса Фотиадиса на стихи Сарантиса Аливизатоса, Паноса Фалароса, Христоса Промираса, с участием также исполнителя театра теней Евгениоса Спатариса.
- 1992 | Народная песня / Дни музыки | Lyra 4691/2 LP-CD | Запись концерта в театре “Паллас”, с участием Григориса Битикоциса, Гликерии, Доры Яннакопулу, Алики Каялоглу, Костаса Смоковитиса.
- 1992 | Делай что-нибудь / Baila Me | WEA |.
- 1993 | Господин Мицакис | WEA 993331 LP-CD | Песни Йоргоса Мицакиса, написанные между 1953 и 1993 годам, в исполнении Стелиоса Казандзидиса, Вики Мосхолиу, Стаматиса Ко́котаса, Манолиса Мицяса, Гликерии, Христоса Николопулоса, Οπισθοδρομικούς, Янниса Воядзиса.
- 1993 | У любви есть страдания | Eros 001 LP-CD || Песни Михалиса Еницариса в исполнении Гликерии, Манолиса Мицяса и композитора.
- 1993 | Последний концерт в Веакио | Eros 007 LP-CD | Живая запись в (открытом) театре “Веакио”, с песнями Йоргоса Мицакиса, летом 1993 года, за несколько месяцев до смерти композитора. Песни исполняют: Αθηναϊκή Κομπανία, Яннис Воядзис, Кети Грей, Гликерия, Димитрис Кондояннис, Христина Марангози, Такис Бинис, Яннис Богданос. Йоргос Саррис, Костас Смоковитис.
- 1993 | Современная народная песня / Дни музыки | Lyra 4698/9 LP-CD | Запись концерта в театре “Паллас”. Поют Гликерия, Элени Витали, Катерина Кука, Илиас Макрис, Йоргос Саррис, Адри Константину, Костас Смоковитис.
- 1994 | Не бросай ничего | Polydor 523147 LP-CD | Диск Дионисия Саввопулоса, Гликерия исполняет одну песню.
- 1994 | Golden Hits | NMC 20111 CD | Выпущен в Израиле.
- 1994 | На плоту | WEA 998712 LP-CD | Музыка Стелиоса Фотиадиса, стихи Паноса Фалараса, Христоса Промираса и композитора.
- 1994 | Jerusalem 3.000 Ans |
- 1995 | Вулканизатор | Eros 025 LP-CD | Стихи Манолиса Расулиса, музыка Петроса Вайопулоса. Поют: Элени Витали, Петрос Гайтанос, Гликерия, Агафон Яковидис, Андреас Карако́тас, Ламброс Карелас, Тодорис Пападопулос, Пасхалис Терзис, авторы музыки и стихов.
- 1995 | Far Away || NMC 20157 CD || Второй диск Гликерии в Израиле.
- 1995 | The Voice of Greece / Golden Hits || Atoll 91012 CD || Диск Гликерии выпущенный во Франции.
- 1995 | Rebetika & Traditional Greek Songs | Κύκλος 5001-1 CD | 21 демотические песни и “рембетика”.
- 1995 | Ethnic Beats | Κύκλος 5001-2 CD |Восемь греческих песен и успех Гликерии в Израиле, Shabechi Yerushalayim.
- 1995 | Dancing with the Greek Traditionals | Eros 025-4 CD | Диск оркестровый музыки Лазароса Кулаксизиса (аккордеон) и Никоса Хадзопулоса (скрипка). Гликерия поёт песни Тик Тик Так и На рассвете.
- 1995 | Любви платок | Eros 0025-005 LP-CD | Третий диск Манолиса Галяцоса. Поют Гликерия (3 песни), Элени Цалигопулу, Ники Цайрели и автор.
- 1995 | Её лучшие | WEA | Исполнительница: Гликерия. Участвует Яннис Мильокас.
- 1995 | В Элладе 2000 | Участвует Гликерия.
- 1996 | Гликерия поёт Антониса Вардиса | Columbia |
- 1996 | Старые счета | Lyra | Участие Гликерии в альбоме Никоса Зьогаласа.
- 1996 | Чтобы не случилось, вспомни | Lyra | Сборник успехов Гликерии с дискографической фирмой Lyra . Участвует Йоргос Мицакис.
- 1996 | Цветы поклонения | С участием Гликерии.
- 1996 | На все случаи | С участием Гликерии.
- 1997 | Мои успехи | Lyra |
- 1997 | Дыхание Восток | Sony Music | CD single. Исполнение: Гликерия. Музыка, стихи: Стелиос Фотиадис.
- 1997 | 14 Greek Classics | NMC | Исполнительница: Γλυκερία. Участвуют: группа “Ретроспективная компания” и израильский оперный певец Евгений Шаповалов.Включает старые народные песни, все в новом исполнении. С добавлением греко-итальянского варианта песни Люблю тебя в исполнении Шаповалова, диск был также издан во Франции фирмой Atoll Music под названием 15 Greek Classics.
- 1997 | Бизнес на Балканах | С участием Гликерии.
- 1997 | Пью и пьянею | С участием Гликерии.
- 1997 | Скоч | С участием Гликерии.
- 1998 | Маска | Columbia |
- 1998 | Sweet Sorrow | NMC | Исполнение: Гликерия. С участием: Amal Murkuus, Yehudit Tamir, Никос Зьогалас, Антонис Вардис. Включает семь песен на иврите, плюс избранное из дискографии Гликерии в Греции, плюс неизданную запись песни «Две двери есть у жизни» Стелиоса Казандзидиса.
- 1998 | Чайка | С участием Гликерии.
- 1999 | С Филармоническим оркестром Израиля | Sony Classical |
- 1999 | Glykeria and The israeli philarmonic Orchestra in Concert | NMC | Живая запись концертов Гликерии с Филармоническим оркестром Израиля в Mann Auditorium Тель-Авива 30 и 31 мая 1999 года. Исполнительница: Гликерия. Участвуют: Филармонический оркестр Израиля, Евгений Шаповалов. Включает другой tracklist в отличие от альбома изданного Sony Classical. Был повторно издан в 2010 году.
- 1999 | Сладкая моя весна (Ω Γλυκύ Μου Έαρ) | Eros | Византийские и церковные гимны Страстной Пятницы. Исполнительница: Гликерия. Участвуют: Василис Фотопулос, Костас Сеггис, Никос Хадзопулос. Диск был повторно издан в 2007 году.
- 1999 | Гликерия в старых народных и традиционных песнях | Lyra |.
- 1999 | Иуда целовал прекрасно | С участием Гликерии.
- 1999 | Диаспора | С участием Гликерии.
- 1999 | Агио Пневма Серр | С участием Гликерии.
- 2000 | The Collection | NMC | 3 cd избранной дискографии Гликерии в Греции и Израиле и 1 cd с песнями на иврите из дискографии Гликерии в Израиле.

| 2000 | Соколиный сын | С участием Гликерии.
- 2000 | Восемнадцать | С участием Гликерии.
- 2000 | Что ты ищешь в Китае Чаки Чана | С участием Гликерии.
- 2000 | Свет любви | С участием Гликерии.
- 2000 | Мои лучшие годы – это сейчас | С участием Гликерии.
- 2001 | Харама 2001 | Columbia |Живая запись из (таверны) “Харама”.
- 2001 | Пятнадцатое августа | С участием Гликерии.
- 2001 | Фамагуста царствующая |Песни Мариоса Токаса. С участием Гликерии.
- 2001 | Вызов | С участием Гликерии.
- 2001 | Рембетика рабочего класса |С участием Гликерии.
- 2001 | Alif | С участием Гликерии.
- 2002 | Рембетика Гликерии | Eros Music | Сборник 32 песен в жанре рембетика. Испонительница: Гликерия. Участвуют: Агатон Яковидис, Бабис Цертос, Бабис Голес, Петрос Имвриос, София Папазоглу, Никос Караяннис.
- 2002 | Open Heart | NMC | Исполнительница: Гликерия. Участвуют: Omar Faruk Tekbilek, Shlomi Shabat, Пасхалис Терзис. Включает 5 песен на иврите, избранное из дискографии Гликерии в Греции,  Leylee mi ley (в дуэте с Omar Faruk Tekbilek), попурри песен Стелиоса Казандзидиса.
- 2002 | 49 Больших успехов | Lyra | Сборник 4 cd с хитами Гликерии с фирмой Lyra. Участвует Никос Папазоглу.
- 2002 | Эхо любви | С участием Гликерии.
- 2003 | 25 больших успехов | Lyra | Сборник 2 cd с хитами Гликерии с фирмой Lyra.
- 2003 | Смирна | С участием Гликерии.
- 2003 | Моя радость | С участием Гликерии.
- 2003 | Эгейское море | С участием Гликерии.
- 2003 | Слова это дороги | С участием Гликерии.
- 2003 | Любовь пришла издалека | С участием Гликерии.
- 2004 | Весна | Sony Music, BMG |
- 2004 | Рембетика Квадрига – Инструменты играют | С участием Гликерии.
- 2004 | Live At The Odeon Of Herod Atticus | С участием Гликерии.
- 2004 | Посвящение Малой Азии | С участием Гликерии.
- 2005 | Пока мы не достигнем неба | Eros | Сборник с лучшими (танцами) “зейбекико” в исполнении Гликерии. Участвуют: Антонис Вардис, Йоргос Мицакис, Агафон Яковидис, Петрос Имвриос, София Папазоглу, Никос Караяннис.
- 2005 | Есть у меня сила | С участием Гликерии.
- 2005 | Двенадцать и один взгляд на Додеканес | С участием Гликерии.
- 2005 | Рода женского | С участием Гликерии.
- 2005 | Ничто не происходит случайно | С участием Гликерии.
- 2005 | Часы (время) мои цветные | С участием Гликерии.
- 2006 | Танасис Поликандриотис & Последующие | Eros Music | С участием Гликерии.
- 2006 | Звёздный дождь | Aκτή/Sony BMG |Альбом сборник. Исполнительница: Гликерия. Участвуют: Группа Apurimac, Мелина Асланиду, Михалис Хадзияннис, Костас Македонас, Димитрис Басис.
- 2006 | Новые шаги на старых тропах | С участием Гликерии.
- 2006 |  Greek Lounge 2: Греческие песни, которые путешествовали по миру | С участием Гликерии.
- 2006 | Я не знаю сколько я люблю тебя | С участием Гликерии.
- 2006 | Слеза на стекле | С участием Гликерии.
- 2007 | Гликерия поёт современных авторов |
- 2007 | Ещё верю | Eros Music | CD single. Исполнительница: Гликерия. Участвуют: Детский хор Спироса Ламброса.
- 2007 | Вне программы - Best Of | Sony Music, BMG ||
- 2008 | Мои основы в горах | Legend | Исполнительница: Гликерия. Участвуют: Пасхалис Терзис, Димитрис Басис, Йоргос Даларас. Композитор: Микис Теодоракис. Стихи: 23 известных греческих поэтов.
- 2008 | Matana (Подарок) | Helicon | Исполнительница: Гликерия. Участвуют: Amil Zarian, Chava Alberstein, Shlomi Shabat, David D'Or, Элени Витали, Офра Хаза. Включает 2 cd – один на иврите, второй из живых записей Гликерии в Греции и Израиле.
- 2008 | Гликерия в народных песнях и рембетика | Lyra | Сборник.
- 2008 | Все смирненские | Lyra | Сборник смирненских песен исполненных Гликерией в дисках Смирненские, Из Смирны в Пирей и в ряде других дисков. С участием Агафона Яковидиса и Бабиса Голеса.
- 2008 | Через мой мир | С участием Гликерии.
- 2008 || Я выпью сегодня вечером луну | С участием Гликерии.
- 2008 | Камикадзе | С участием Гликерии.
- 2009 | Лучшие Live 1982-2006 || Όασις ||
- 2009 | Любовь является причиной | Eros | Сборник песен на музыку Стелиоса Фотиадиса из дисков Все мои секреты, Страна чудес и На плоту. Исполнительница: Гликерия.
- 2009 | Glykeria-The Voice Of Greece | Eros | Сборник с хитами Гликерии. С участием Никоса Зьогаласа.
- 2009 | Гликерия | Eros | 4 диска с хитами Гликерии.
- 2009 | Чтобы не случилось, вспомни | Lyra | Сборник в 2 дисках.
- 2009 | Хихиканье и капуста ( Χάχανα Και Λάχανα) | С участием Гликерии.
- 2009 | Колаж | С участием Гликерии.
- 2009 | Любовь всегда может | С участием Гликерии.
- 2009 | Песни цветов (Τα Ανθοτράγουδα) |С участием Гликерии.
- 2010 | 144 больших успехов || BESTEND - Ο Κόσμος του Επενδυτή ||
- 2010 | Любовь свободна | Legend | Исполнительница: Гликерия. Участвуют: Костас Македонас, Мелина Асланиду, Димитрис Старовас, Василис Хараломбопулос, Герасимос Андреатос. Музыка-стихи: Йоргос Зикас, Васо Алаянни.
- 2010 | The Greek Selection | Исполнительница: Гликерия. Участвуют: Филармонический оркестр Израиля, Димитрис Зервудакис, Михалис Хадзияннис.
- 2011 | С двумя пёрышками на спине | С участием Гликерии.
- 2011 | Сколько бы лет не прошло | С участием Гликерии.
- 2011 | Напротив | С участием Гликерии.
- 2012 | Где бы ты ни был, вернись | С участием Гликерии.
- 2013 | Давай взрослеть вместе | С участием Гликерии.
- 2013 | Икона нерукотворная | С участием Гликерии.
- 2013 | Эллада здравствуй | С участием Гликерии.
- 2014 | Крепись моя Эллада | Δημοκρατικός Τύπος | Исполнительница: Гликерия. Участвуют: Афинский камерный оркестр, Бабис Цертос, Костас Сеггис, Харис Макрис, Яннис Цертос.
- 2014 | В Греции любви | С участием Гликерии.
- 2015 | Road To Jerusalem | F. Productions | Сборник 18 еврейских песен из дисков выпущенных Гликерией исключительно в Израиле. Исполнительница: Гликерия. Участвуют: Shlomi Shabat, Amil Zarian, Chava Alberstein, Moshe Morad, Офра Хаза, Amal Murkus, Yehudit Tamir.
- 2015 | Souvenir De Salonique |С участием Гликерии.
- 2016 | Я последовала за одной звездой | Spider Music | Альбом сборник. Исполнительница: Гликерия. Участвуют: Элени Витали, Манолис Лидакис, Dilek Koc.

## Внешние ссылки
- http://www.glykeria.net
- Συνέντευξη της Γλυκερίας, Κωνσταντίνος Παυλικιάνης MusicHeaven
- Glykeria on Europopmusic.eu (English)
- Glykeria
- https://web.archive.org/web/20110531161510/http://www.glykeria.com.ar/  (Spanish)